# Ernesto Stassano

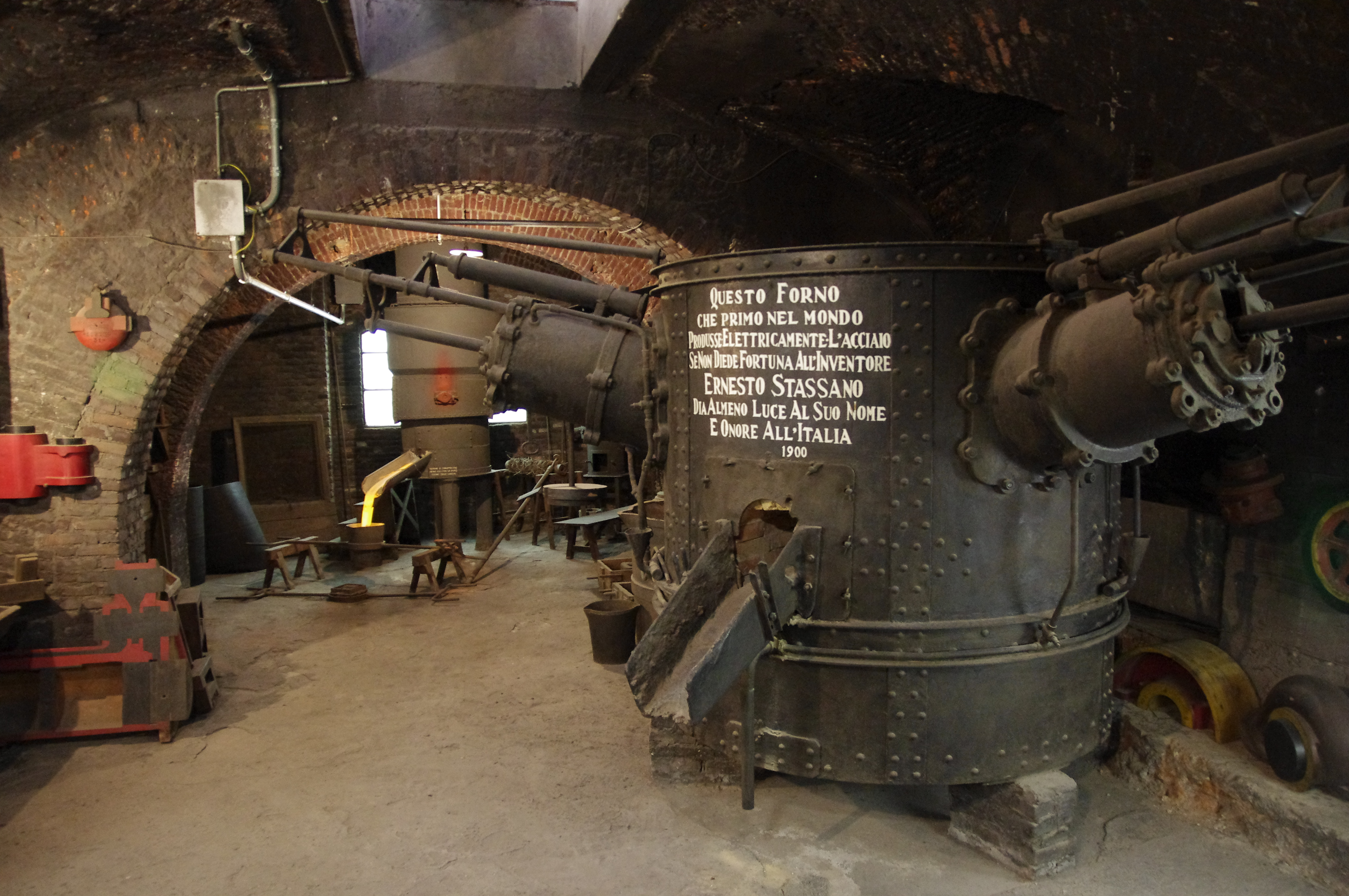
Forno Stassano esposto al Museo nazionale della scienza e della tecnologia Leonardo da Vinci di Milano

Ernesto Stassano (Napoli, 26 maggio 1859 – Napoli, 5 maggio 1922) è stato un ingegnere italiano, famoso per avere inventato nel 1898 il forno elettrico ad arco che porta il suo nome.

## Biografia
Ernesto Stassano nasce vicino a Napoli il 26 maggio 1859. 
Compie i suoi studi presso l'Accademia Militare e la Scuola d'Applicazione di Artiglieria e Genio, dalla quale esce col grado di tenente nel 1880. Nel 1886 diventa capitano e viene destinato prima alla fabbrica d'armi di Terni e poi alla Direzione d'Artiglieria di Roma. Promosso maggiore nel 1896, Stassano abbandona il servizio militare attivo nel 1898. 
Durante la carriera militare Stassano si occupa di diversi problemi relativi ai materiali metallici. Tra le altre cose formula una proposta per la nomenclatura degli acciai e propone la creazione di un istituto statale per effettuare prove chimico-fisiche sugli acciai prodotti. È dal 1898 che inizia però a dedicare tutta la sua attenzione alla produzione di acciaio. 
A partire da alcune esperienze svolte nel 1896 a Pont Saint Martin su forni elettrici per la produzione di carburo di calcio, nel 1898 a Roma - presso le officine di S. Maria dei Cerchi - Stassano conduce i primi esperimenti volti ad ottenere acciaio direttamente dai minerali di ferro tramite un piccolo forno a tino munito di due elettrodi e riscaldamento ad arco indiretto da 95kW. Nello stesso anno a Darfo (BS) egli conduce prove su un forno simile, ma ad alimentazione trifase e potenza 370 kW. Dopo aver apportato una serie di modifiche alla struttura del forno e alla sua carica, Stassano riesce infine ad ottenere produzioni di acciaio di elevata qualità, a costi concorrenziali rispetto al costo dell'acciaio di importazione, partendo da cariche costituite all'80% di rottame e al 20% di ghisa. 
Già nel 1898 Stassano brevetta i principi e le soluzioni tecniche dei suoi forni in Italia, Austria, Spagna, Lussemburgo, Belgio, Norvegia, Inghilterra, Svezia, Germania e USA. I brevetti vengono estesi alla Francia e all'Ungheria nel 1901, e alla Svizzera nel 1902.
Nel 1901 l'ingegnere installa presso l'Arsenale di Torino il suo forno nella configurazione definitiva.
Nel 1904 Stassano fonda la Società Forni Termoelettrici Stassano e mette in piedi a Torino una fonderia di acciaio ottenuto elettricamente. L'officina inizia la sua attività nel 1905 con due forni da 1 tonnellata, due forni da 2 tonnellate e un forno da 5 tonnellate. Tra il 1906 e il 1907 entrano in funzione forni Stassano presso la Bonner Faserfabrik di Bonn (Germania), mentre nel 1907 è la volta di St. Polen (Austria) e, a seguire, di Dunston-on-Tyne e Newcastle (Gran Bretagna), Bridgeton e Redondo (USA). Intorno al 1910 vengono installati forni Stassano anche alle acciaierie Ansaldo di Genova e Vanzetti di Milano. 
Tra il 1900 e il 1915 sono attivi in campo industriale tre tipi di forni elettrici ad arco: il forno ad arco indiretto di Stassano, quello a suola non conduttrice di Heroult e quello a suola conduttrice di Girod. Tra questi, il forno Heroult è di gran lunga il più adatto a grandi produzioni, motivo che porterà al lento declino del forno Stassano.
Secondo Stassano, lo scopo finale di ogni sua ricerca è far raggiungere all'Italia l'indipendenza industriale. Gli studi sull'elettrosiderurgia con conseguente sfruttamento dell'elettricità come fonte di energia servono in particolare a sostituire la pirometallurgia e, soprattutto, il carbone di cui l'Italia non dispone. Sullo stesso piano si inscrivono gli studi per la eliminazione delle ceneri dai combustibili poveri come le ligniti italiane e quelli sul gassogeno termoelettrico. Tale strumento, di cui Stassano riesce a realizzare anche un modello in grande scala grazie all'aiuto economico fornitogli da un gruppo di industriali napoletani, deve infatti servire a ottenere il massimo rendimento possibile dalla gassificazione e allo stesso tempo a fornire il combustibile gassoso per i trattamenti termici che necessitano di combustione. Di questi temi e di queste soluzioni avrebbe dovuto trattare il libro che Stassano vagheggia di scrivere per tutta la sua vita, dal titolo "Carbone bianco e carbone nero", e che avrebbe dovuto essere il suo testamento scientifico. 
Decaduti i suoi brevetti sul forno elettrico Stassano spende gli ultimi anni della sua vita nella continua ricerca di finanziamenti per proseguire gli studi sul gassogeno termoelettrico, che secondo lui avrebbe sostituito in molte cose il vecchio forno elettrico, e per modificare il forno elettrico, che immaginava di dedicare solo alla preparazione di acciai speciali con dosaggi di precisione.
Ernesto Stassano muore il 5 maggio 1922.